# ジャン・ミシェル・バイロン
ジャン・ミシェル・バイロン（Jean-Michel Byron）は、南アフリカ生まれのファンクおよびロック・ボーカリスト。シンガーソングライターでもある彼は、ロック・バンド、TOTOの最初のベスト・アルバムである『グレイテスト・ヒッツ』 (Past to Present 1977-1990)の新曲や、『グレイテスト・ヒッツ・ライヴ・アンド・モア』 (Greatest Hits Live...and More)のプロジェクトにおいて一時期ながらリード・ボーカルを務めたことで最もよく知られている。バイロンはバンドの歴史の中で4番目のフロントマンであり、ジョセフ・ウィリアムズが激しいツアーと薬物乱用のために声の問題に苦しんだ後、ウィリアムズに代わって加入した。この南アフリカ出身のシンガーは、グループのレコード・レーベルに強く推されて加入したのであった。ラインナップの変更によって、TOTOのバンド・メンバーの意見は分かれていたが、グループのキー・メンバーであるジェフ・ポーカロは最初、支持を表明していた。バンドにおける彼の在籍期間は短いものであり、ファンにとって非常に物議を醸すものであった。最近になり、バイロンはフュージョン・グループの「Michael Sanders & the One Tribe Nation」とコラボレーションを行った。

## 略歴
バイロンの音楽キャリアは1983年にセッション・シンガーとして始まり、カバーソングのグループでも演奏した。南アフリカのイースト・ロンドン出身の彼は、かつての「色のついた地域」にあるジョン・ビシッカー高校（中学校）に通っていた。彼は高校のコンサートやコミュニティ・ショーで歌っていた。
バイロンはアルバム『グレイテスト・ヒッツ』 (Past to Present 1977-1990)のためTOTOに参加した。ファンクを取り入れた人気曲「Love Has the Power」を含む、4つの新曲で歌うバイロンは、ジョージ・マイケルなどのアーティストの影響を直接受け、グループの過去のボーカリストとは異なるロック・ミュージックとR&Bをミックスしたスタイルを持っていた。このアルバムは1990年半ばに発売されてヒットし、ドイツやスイスを含む4か国以上でアルバム・ランキング・チャートのトップ20にランクインし、批評家の称賛も集めた。レビュアーはバイロンの声の能力についてさまざまな意見を述べ、オールミュージックのウィリアム・ルールマンはバイロンを「前任者よりもソウルフルであるが、記憶に残るものではない」とした。
バンドのレコード・レーベルは、バイロンのソウル・ミュージックというバックグラウンドと、TOTOのそれまでのロック作品とのスタイルの違いを考えて不安を感じていた他のバンド・メンバーに、バイロンを強く押し付けた。そして、アルバムの成功にもかかわらず、物議を醸すようになっていく。1990年のアルバムをサポートするツアー中に、バイロンとバンドは公然と衝突するようになった。彼のステージ上での道化やディーヴァのような振る舞いは、他のバンド・メンバーを苛立たせ、TOTOのファンに強い二極化の影響を及ぼし、コンサート参加者の中には公演中に彼にファックサインを出したり、やじを飛ばす人さえいた。「バイロンが出てきて、踊り始める。俺は目玉飛び出してジェフ（・ポーカロ）を見る。リハーサルでは、バイロンはちょうどそこに座っていたんだが、今、彼は片手にゴルフ・グローブを着けてこのキレキレのマイケル・ジャクソンをやっているわけだ。俺の顎は驚きではずれたんだ」とTOTOのギタリストでソングライター、そして共に歌うボーカリストでもあったスティーヴ・ルカサーは後に述べている。「俺たちは悔やんだ……しかし、それはすべて彼の考えによるものだったんだ」。
グループは最終的に追加の歌手を連れてくることにして、スティーヴ・ルカサーが、バイロンが基本的にバック・ボーカリストの役割に追いやられるまで、とても重要な役割を果たした。バイロンが解雇されたとき、TOTOは再び岐路に立っており、それはバイロンの在籍中の激しい仲違いによるものだった。
ファンによる反バイロン感情は、彼の曲すべてを前述のツアーで撮影されたTOTOのライブ・ビデオからカットされるほどに蓄積されていた。彼が参加したスタジオ作品が長年にわたって批評家やリスナーの間でホットな話題であり続けているにもかかわらずである。TOTOから追い出された後、バイロンは「Love Has the Power」の別バージョンを含む、単に『Byron』というタイトルのソロ・アルバムをリリースした。
最近になり、バイロンは、ジャズ・ロックやファンク、ワールドミュージックなどをミックスしたバンド「Michael Sanders & the One Tribe Nation」とコラボレーションし、2005年のデビュー・アルバム『Servants of a Lesser God』に参加した。バイロンの曲や、ルイス・コンテ、サンタナのアンディ・バルガスの作品を収録したこのアルバムは、「音楽の妙技とメロディックな耳を喜ばせるものの催眠術のブレンド」と称賛したantimusic.comのモーリー・シーヴァーなど、何人かの批評家から肯定的な意見を受けている。
バイロンはまた、ジンジャー・ベイカーやヴァン・モリソンなどのアーティストが演奏した曲と一緒に彼の曲を収めた、単に『Star Jasmine』というタイトルのスタージャスミン音楽財団プロジェクトによる2007年のアルバムに貢献した。彼の曲は「For a Dancer」というタイトルであった。慈善団体は、サンタバーバラ郡の危険にさらされている若者に楽器やレッスンを提供するボランティアが運営する音楽学校「JAMS」の運営など、さまざまな方法でカリフォルニア州民を支援している。

## ディスコグラフィ

### ソロ・アルバム
- Byron (1991年、Gresham Records)

### 参加アルバム
- TOTO : 『グレイテスト・ヒッツ』 - Past to Present 1977-1990 (1990年)
- Michael Sanders & the One Tribe Nation : Servants of a Lesser God (2005年)
- アンビション : 『アンビション』 - Ambition (2006年)